# Vedran Princ
Vedran Princ (Mostar, 20 dicembre 1982) è un ex cestista bosniaco con cittadinanza croata.

## Carriera
Con la Bosnia ed Erzegovina ha disputato i Campionati europei del 2005.

## Palmarès
- Campionato croato: 1

Cibona Zagabria: 2008-09
- Campionato bosniaco: 1

Zrinjski Mostar: 2017-18
- Coppa di Bosnia ed Erzegovina: 3

Široki: 2003, 2004, 2006
- Coppa di Croazia: 2

Cibona Zagabria: 2009
Cedevita Zagabria: 2012